# Sprâncenata, Olt
Sprâncenata este satul de reședință al comunei cu același nume din județul Olt, Muntenia, România. Aici se află "Dava de la Sprâncenata" cetate dacică pe un deal. Ruta de transport e Slobozia Mândra.
 Acest articol despre o localitate din județul Olt este deocamdată un ciot. Puteți ajuta Wikipedia prin completarea lui.

Sat de o frumusețe rară cu păduri verzi de foioase, străbătut de râul Cungrea și cu celebrul copac,Tecul de la Ionicesti.